# Sycophila hilla
Sycophila hilla är en stekelart som beskrevs av Watsham 1977. Sycophila hilla ingår i släktet Sycophila och familjen kragglanssteklar.
Artens utbredningsområde är Zimbabwe. Inga underarter finns listade i Catalogue of Life.